# Schloss Wildeck

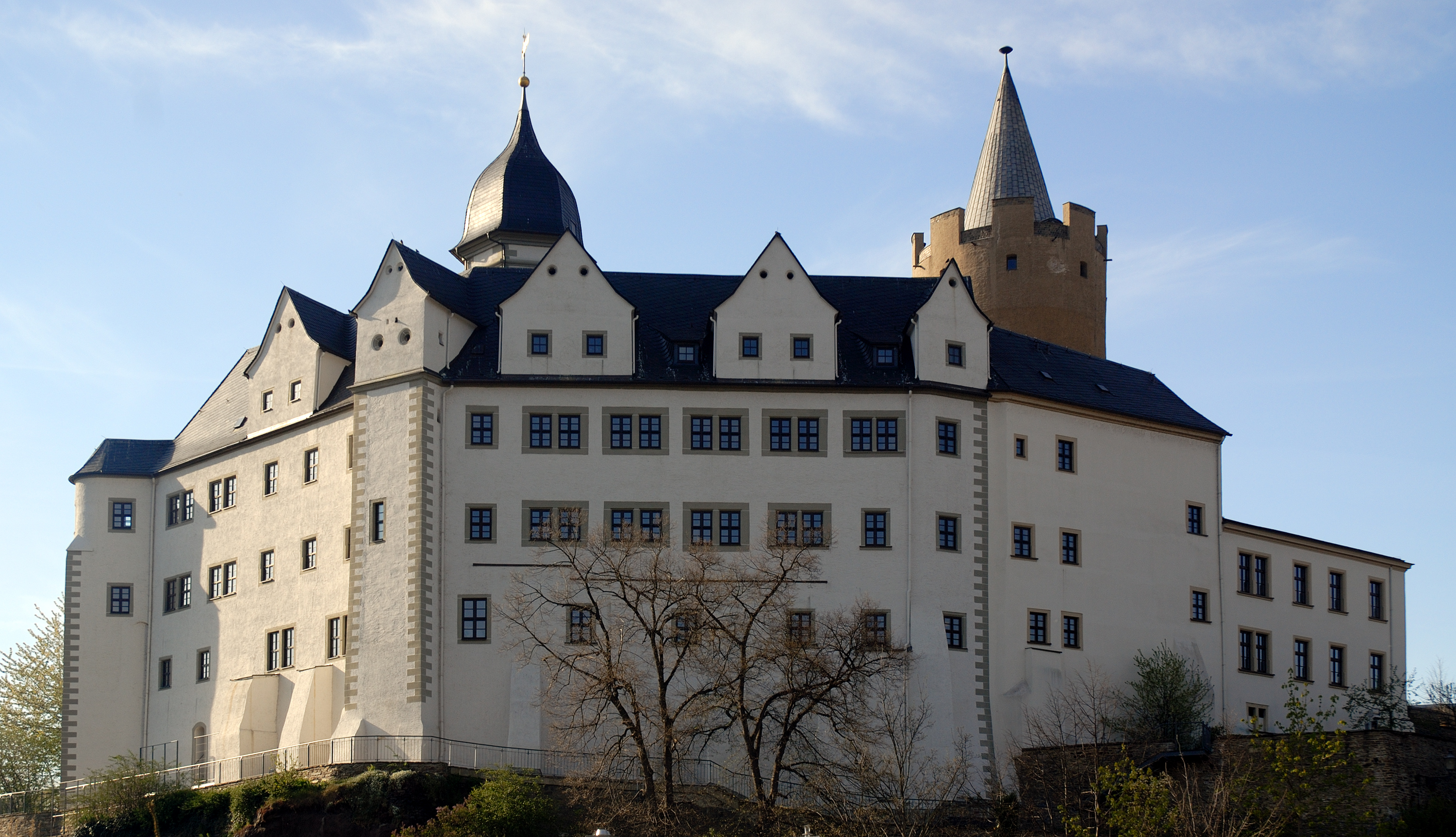
Schloss Wildeck von Südosten aus gesehen

Schloss Wildeck ist ein ehemaliges Jagdschloss in Zschopau in Sachsen.  

## Lage
Im Süden von Zschopau auf einem nach Süden gerichteten Felssporn über dem Fluss   Zschopau.

## Anlage
Die heutige Anlage ist unregelmäßig dreiseitig, die schmalen Flügel des Schlosses umgeben den Hof mit dem Bergfried „Dicker Heinrich“ zu Zschopau hin. Der im Winkel zweier Trakte stehende Treppenturm wird „Schlanke Margarete“ genannt. Zur Stadt zu ist der Hof mit einer Mauer abgeschlossen. Im Rahmen der Anlage eines Parkplatzes auf der Fläche des Schlossplatzes wurde diese Mauer nach 1990 abgerissen und in Richtung Bergfried verlegt als moderne Mauer aufgebaut. Es wurde leider versäumt, den Verlauf der alten Mauer am Boden durch farbige Pflastersteine darzustellen.

## Geschichte

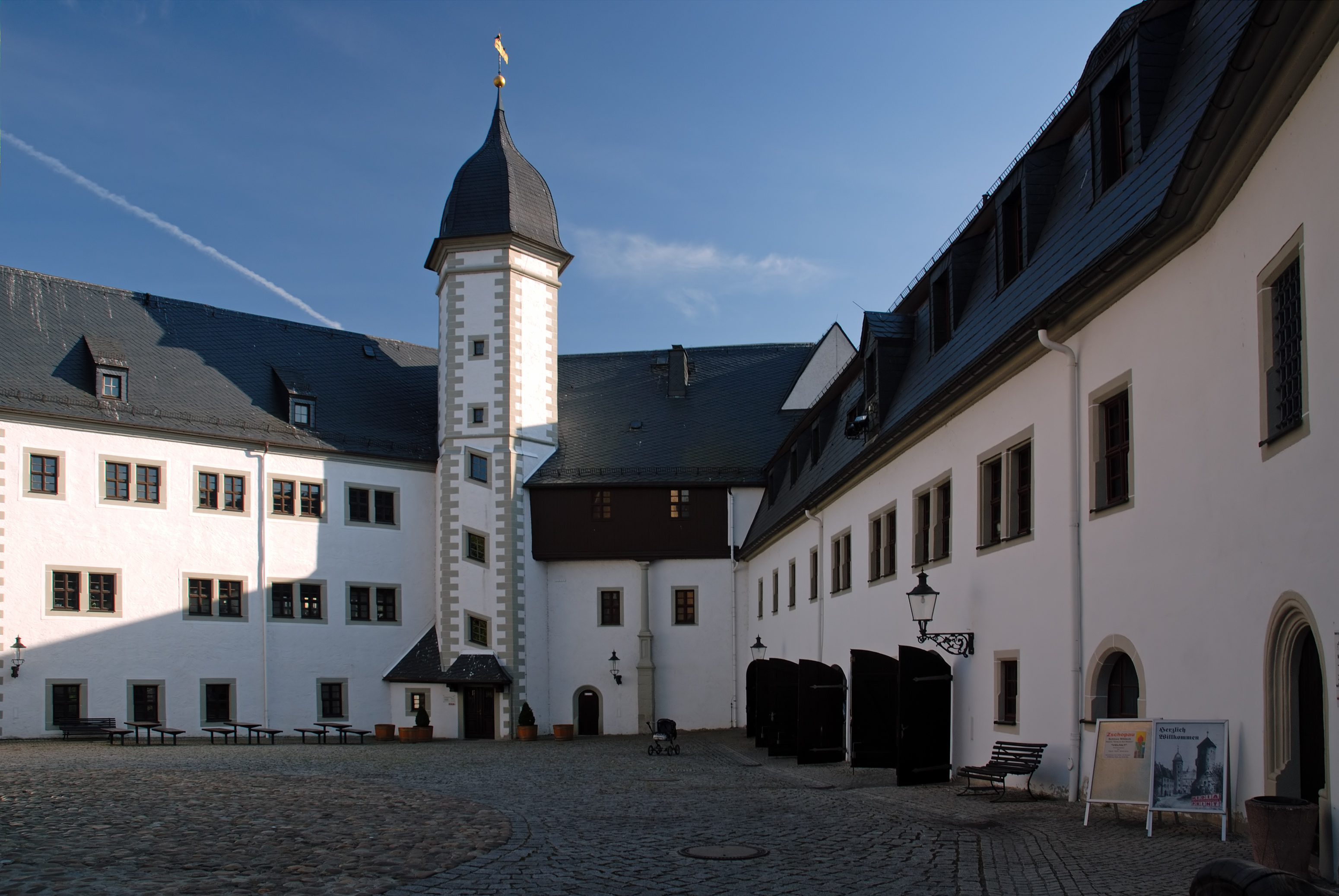
Hof

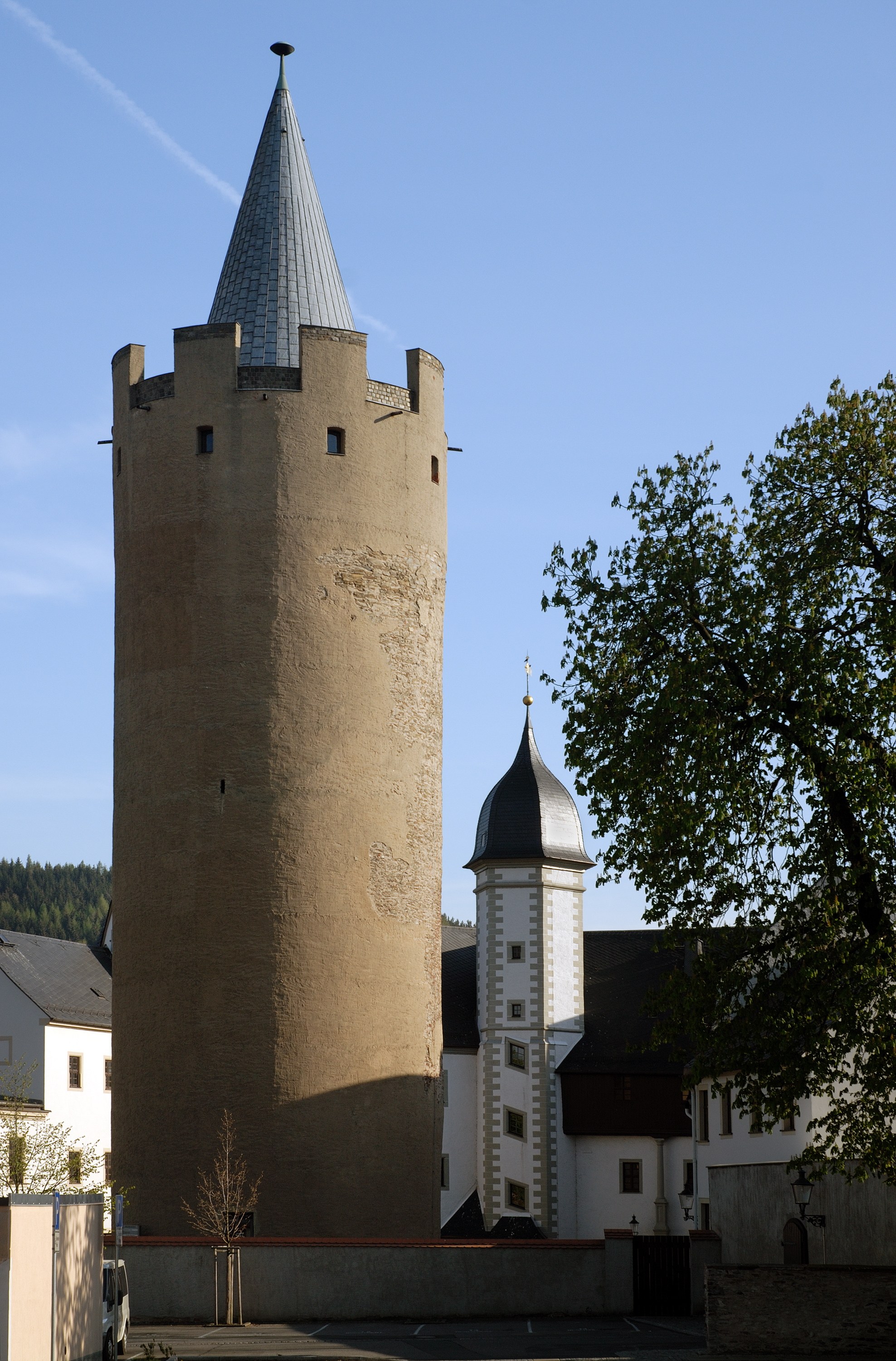
Bergfried Dicker Heinrich

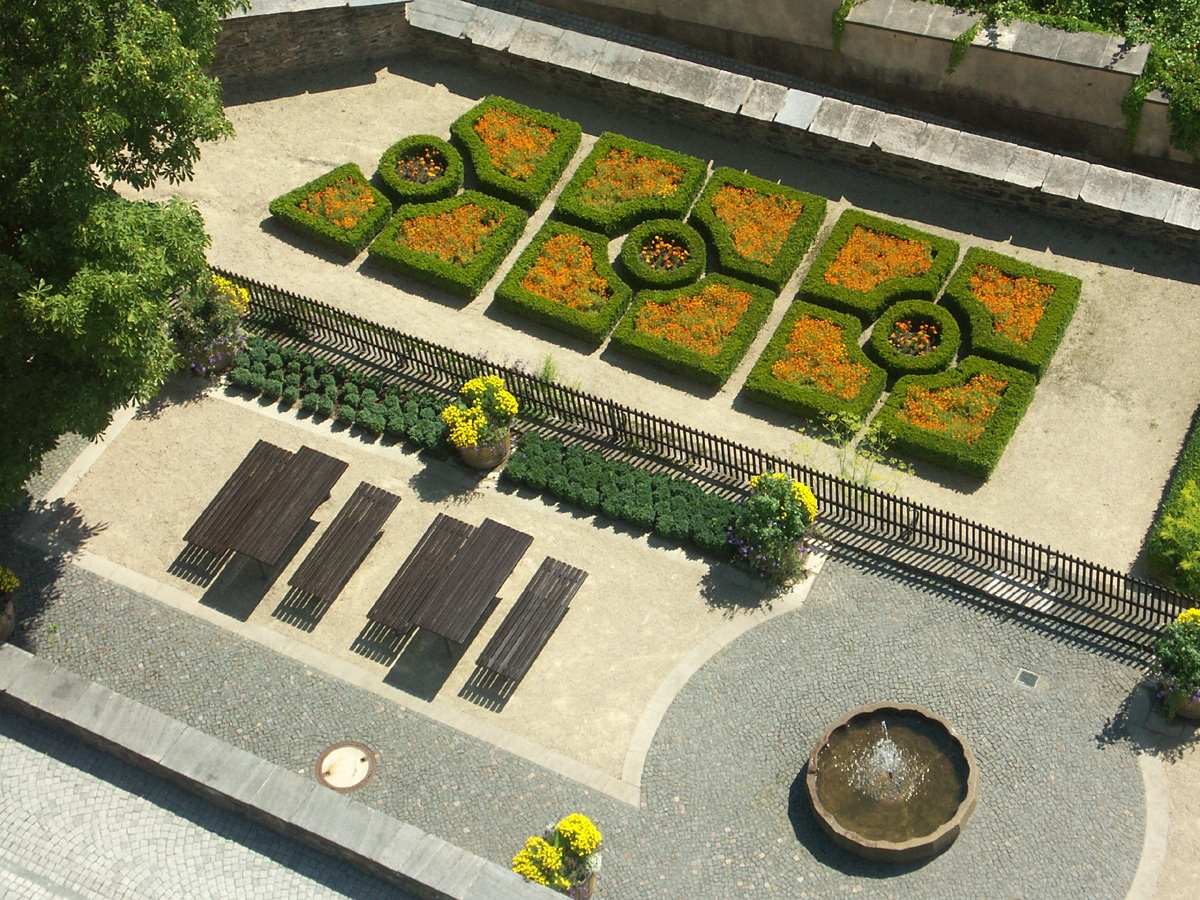
Terrasse und Barockgarten vom Bergfried gesehen

Ursprung des Schlosses (und damit der Stadt Zschopau) ist eine Burg, die der Sicherung des Übergangs des „Alten Böhmischen Steiges“ über die Zschopau diente. Das genaue Gründungsdatum der Burg ist nicht überliefert, vermutet wird, dass sie in der Burgbauphase von 1125 bis 1180 errichtet wurde. Die erste urkundliche Erwähnung der Stadt erfolgte 1286, die Burg selbst wird 1299 erstmals genannt als eine Urkunde hier Burgmannen nennt. Wahrscheinlich bestand die Burg ursprünglich nur aus einem Wehrturm, der dem heutigen „Dicken Heinrich“ entspricht, allerdings damals lediglich 20 m hoch war mit einem durch einen Mann zu verteidigenden Zugang in 14 Meter Höhe. Um die Wende vom 13. zum 14. Jahrhundert sind die Herren von Erdmannsdorf, die offenbar die Zschopauer Burg innehatten.
Die Burg wechselte im 14. und 15. Jahrhundert mehrmals den (markgräflich-meißnischen) Lehensträger, genannt werden die Waldenburger und Albrecht Burggraf von Leisnig. Anarg von Waldenburg und Herr zu Wolkenstein tritt die Burg 1456 an Kurfürst Friedrich ab.
Unter Herzog Moritz von Sachsen erfolgte 1545 bis 1547 der Umbau zum Jagdschloss in Renaissancestil, dabei wurden drei kleinere Türme abgebrochen und das Gebäude um ein Stockwerk erhöht. Der „Dicke Heinrich“ erhielt eine zweiteilige Renaissancehaube. Von diesen Umbauten sind heute der Südflügel sowie Teile des Westflügels erhalten. In diesem Zusammenhang entstandene farbenprächtige Kassettendecken und Wandmalereien wurden erst 1980 bei Bauarbeiten wiederentdeckt (Blau-Weiße Stube).
Das Schloss diente von 1506 bis 1911 als Sitz einer Oberforst- und Wildmeisterei (später Oberforstamt), einer der bekanntesten Landjägermeister ist Cornelius von Rüxleben, der von 1554 bis 1576 sächsischer Oberforst- und Landjägermeister in Zschopau war.
1608 ließ Kurfürst Christian II. am Schloss einen Bärengarten errichten, der bis 1757 bestand. Für die Fütterung und Beaufsichtigung der Tiere war der Zschopauer Scharfrichter verantwortlich.
Die Schlossanlage war als einziges Gebäude der Innenstadt vom großen Stadtbrand 1748 nicht betroffen.
Im Laufe der Jahre kam es zu weiteren Umbau- und Anbauten, die heute zum Teil wieder entfernt sind. 1754 kam es zu einem Brand im Westflügel, beim Wiederaufbau des zerstörten zweiten Obergeschosses und des Daches erhielt der Westflügel ein barockes Mansarddach. 1844 vernichtete ein Brand die Forstexpedition und die Amtsstube. Im Rahmen der Reparaturarbeiten wurde der „Dicke Heinrich“ teilweise abgetragen und erhielt ein Kegeldach. Das rechts gewendelte hölzerne Treppenhaus der „Schlanken Margarethe“ wurde durch ein steinernes ersetzt, das links herum gewendelt ist. Bedingt durch die Nutzung als Gerichtssitz (1821) erfolgte 1855 ein klassizistischer Anbau (Gerichtssaal am Ostflügel) sowie Einrichtung eines Gefängnisses am Westflügel. 1933 war das Gefängnis durch die Inhaftierung von 200 sog. „Schutzhäftlingen“ überfüllt. Seit 1937 wurde das Schloss bei besonderen Anlässen mit Scheinwerfern beleuchtet.
Die Gerichtsfunktion in Zschopau wurde ursprünglich vom Amt Augustusburg wahrgenommen. 1820 erhielt Zschopau ein eigenes Gericht, dass ab 1821 auf Schloss Wildeck seinen Sitz hatte. Ab 1855 hatte das Gerichtsamt Zschopau, ab 1879 (sowie 1992 bis 1994) das Amtsgericht Zschopau und ab 1952 das Kreisgericht Zschopau ihren Sitz im Schloss.
Im Schlossareal wurde (vor 1983) spätmittelalterliche Keramik gefunden. Als Burgstall wurde das Areal am 5. Mai 1969 als Bodendenkmal eingetragen.

## Heutige Nutzung
Nach 1945 wurde Schloss Wildeck als Wohngebäude sowie Sitz verschiedener Kultureinrichtungen (Bibliothek, Musikschule, Station Junger Techniker und Naturforscher) genutzt, seit 1974 war Schloss Wildeck Kreiskulturhaus.
Im Rahmen der 1975 begonnenen Sanierungsarbeiten wurde der Bergfried aufgestockt, mit einer neuen Haube sowie einer Aussichtsplattform versehen (Eröffnung 1992).
Die Stadt übernahm die Anlage 1994, ein Förderverein existiert seit 1997. Die Sanierungsarbeiten im Umfang von ca. sechs Millionen Euro wurden 2009 abgeschlossen.
Zurzeit ist im Schloss ein Motorradmuseum, eine öffentliche Bibliothek sowie ein Hochzeitszimmer untergebracht. Ein 2009 um das Schloss angelegter Barockgarten ergänzt die Anlage.
Im Zuge der Einrichtung der Ausstellung "Wind im Gesicht" (100 Jahre Motorradbau in Zschopau) wurden das Buchdruck- und das Münzprägemuseum 2022 geschlossen.

## Literatur

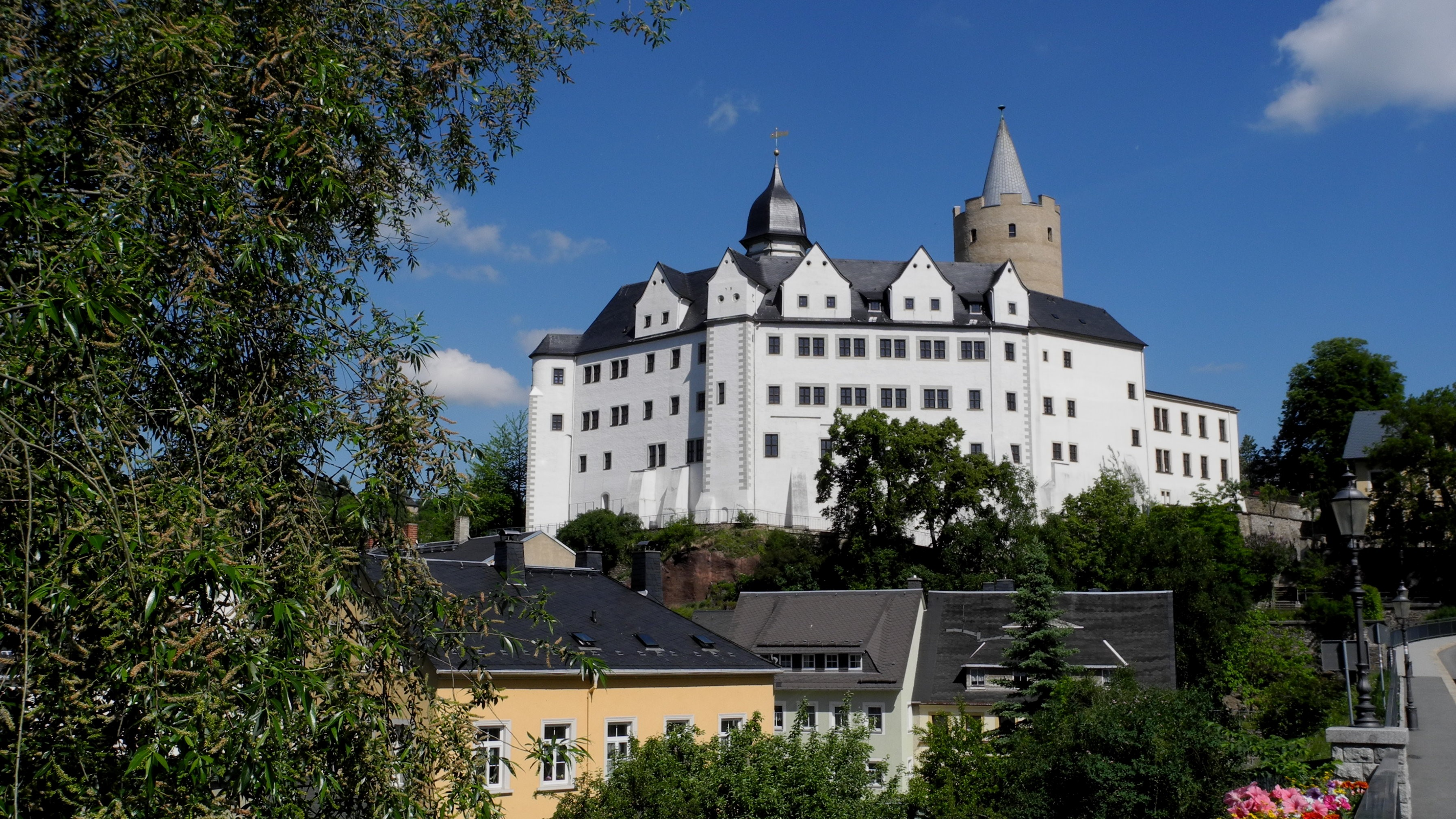
Schloss Wildeck